# Anaea arginussa
Anaea arginussa är en fjärilsart som beskrevs av Jacob Hübner och Charles Andreas Geyer 1832. Anaea arginussa ingår i släktet Anaea och familjen praktfjärilar. Inga underarter finns listade i Catalogue of Life.